# ウィーン市電E2形電車
E2形は、オーストリアの首都・ウィーンの路面電車であるウィーン市電に導入された電車（動力車）。ドイツ（旧：西ドイツ）の企業とライセンス契約を結んだオーストリア国内の鉄道車両メーカーによって製造された。この項目では、E2形と連結して使用される付随車のc5形についても解説する。

## 概要
1976年まで製造が行われたE1形（動力車）およびc4形（付随車）に続く形で導入された車両。E2形・c5形共に右側通行に適した片運転台・片方向型車両で、E2形は2車体連接車、c5形はボギー車となっている。
両形式共にドイツの鉄道車両メーカーであったデュワグ（現：シーメンス）とライセンス契約を結んだオーストリアの企業によって生産された車両で、同社がそれまで製造していた路面電車車両（デュワグカー）から窓の大きさの拡大、電気機器の変更などの改良を施した「マンハイム形（Typ Mannheim）」と呼ばれる車種である。動力車であるE2形の制御装置については製造当初電磁開閉器を用いた抵抗制御方式のものが用いられていたが、2009年から2012年に電機子チョッパ制御方式の機器への交換が行われている。また、車内レイアウトについては製造当初から信用乗車方式に対応している。

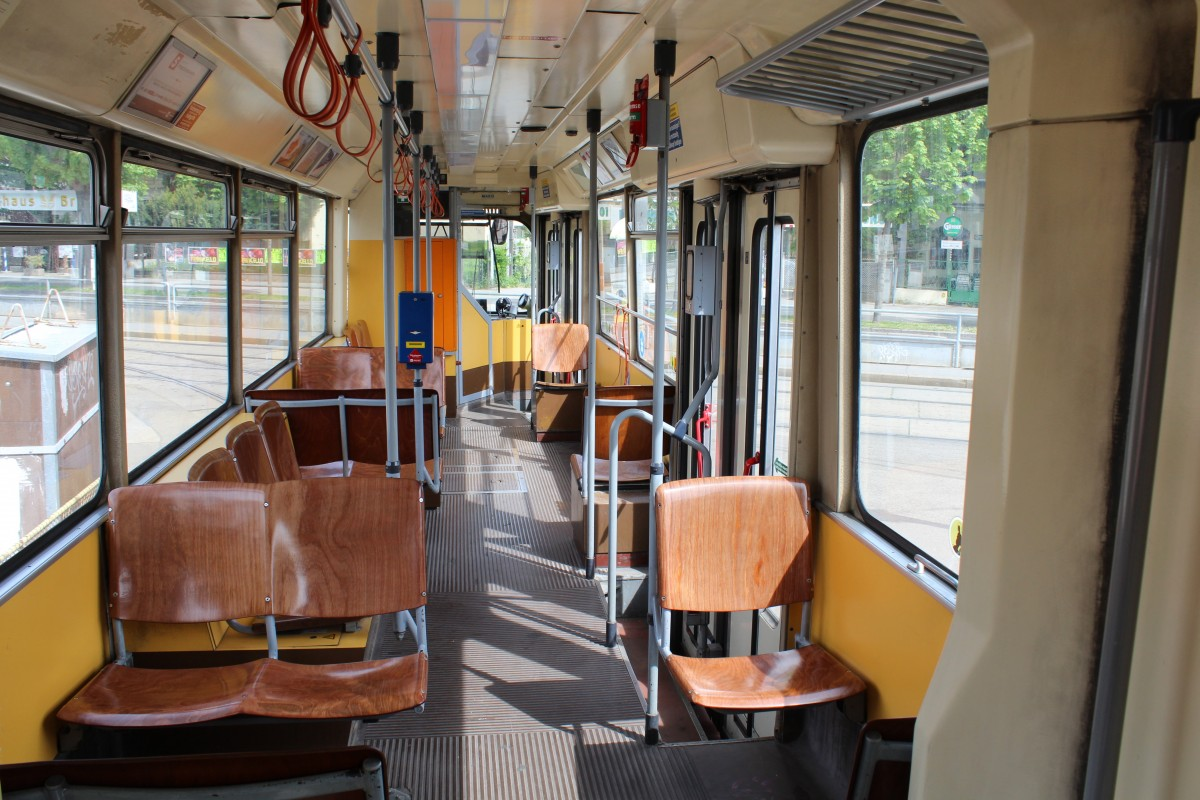
車内（E2形）
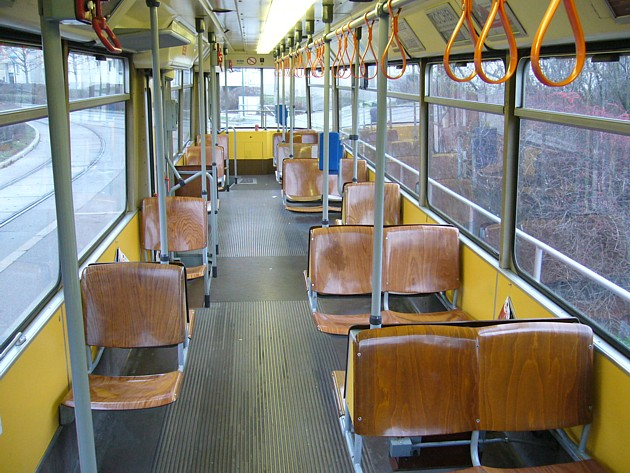
車内（c5形）

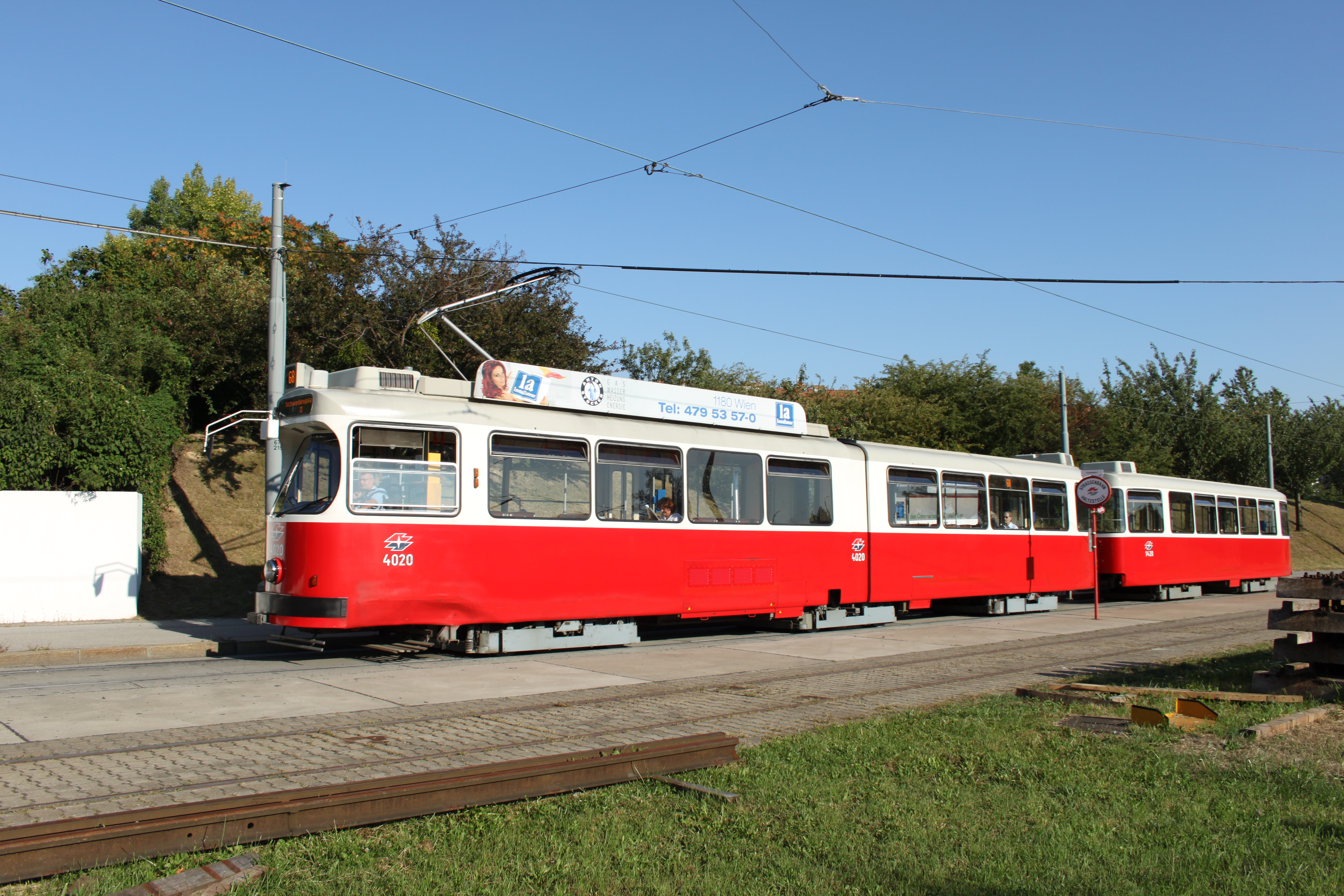
車体左側には乗降扉が存在しない
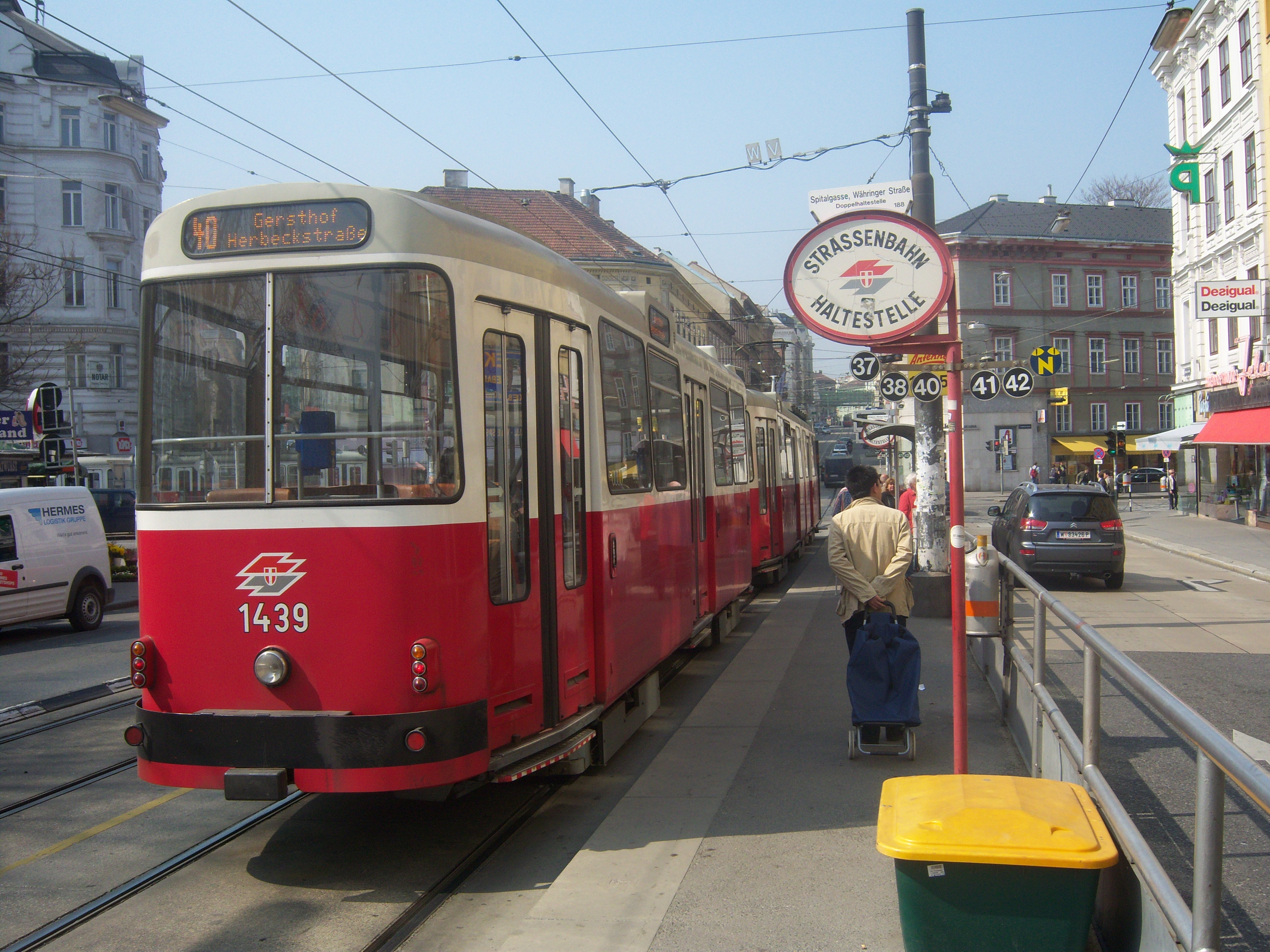
後方（c5形）

## 運用
E2形は1977年から1990年まで122両が製造され、そのうちシメリンク・グラーツ・パウカー（SGP）は98両（4001 - 4098）、ロータックスは24両（4301 - 4324）を生産した。一方、c5形は1978年から1991年までに117両（1401 - 1517）がロータックスによって生産されている。
2020年時点でE2形は119両、c5形は116両が在籍し、E2形 ＋ c5形の2両編成を主体としてウィーン市電の各系統で使用されているが、超低床電車（D形）の増備による置き換えにより、2026年までに全車営業運転を終了する予定になっている。ただしロシアによるウクライナ侵攻の影響により超低床電車の製造スケジュールに遅れが生じており、一部車両は2026年以降も使用される事が想定されている。
- ウィーン市内を走行するE2形
（2019年撮影）
- E1形（右）と並ぶE2形（左）
（2016年撮影）
- 超低床電車のB形と並ぶc5形
（2016年撮影）

## 関連形式

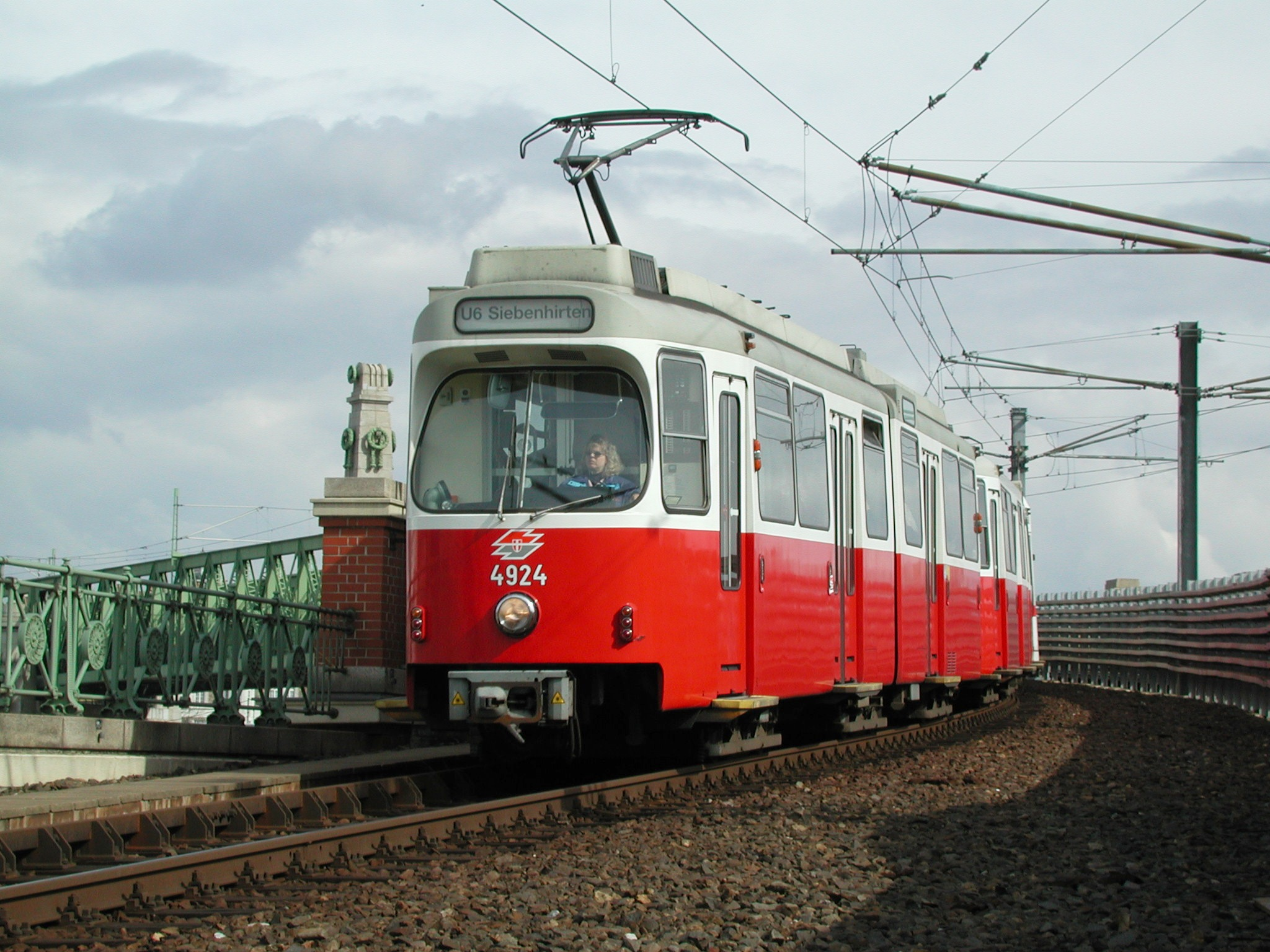
E6形電車（2001年撮影）

ウィーン地下鉄E6形電車 - ウィーン地下鉄U6号線で使用されていた車両。E2形と同様のマンハイム形だが、片運転台式のE2形と異なり両運転台・両方向型の構造となっていた。

## 参考資料
- Georg Rigele (2000年2月). "Womit die Wienerinnen und Wiener fahren" (PDF). ÖZG (11): 93–124. 2023年2月22日閲覧。
- Kontrollamt der Stadt Wien (2012年12月20日). Wiener Linien GmbH & Co KG, Prüfung der "Cross Border Leasing"-Geschäfte der Stadt Wien Prüfersuchen gem. § 73 Abs 6a WStV (PDF) (Report). 2023年2月22日閲覧。

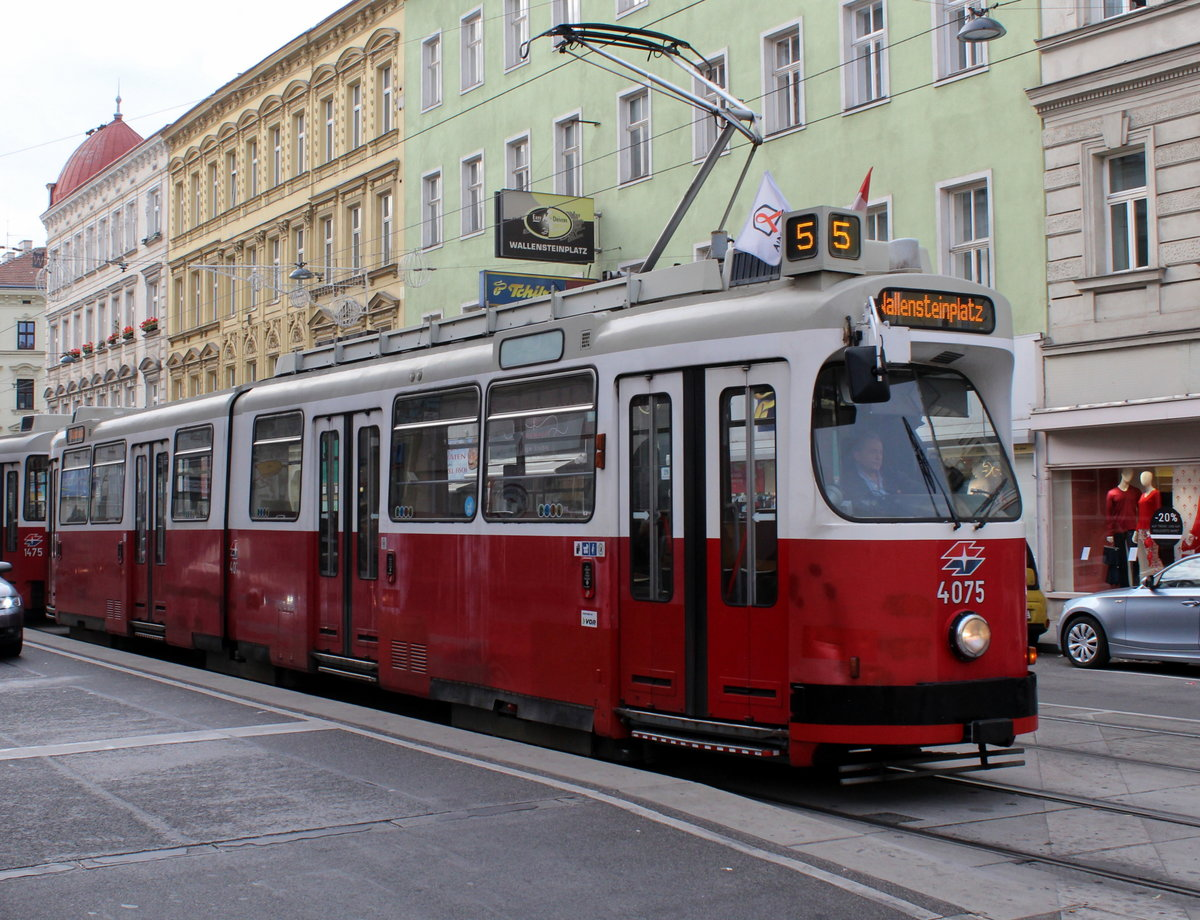
ウィーン市内を走行するE2形 （2019年撮影）
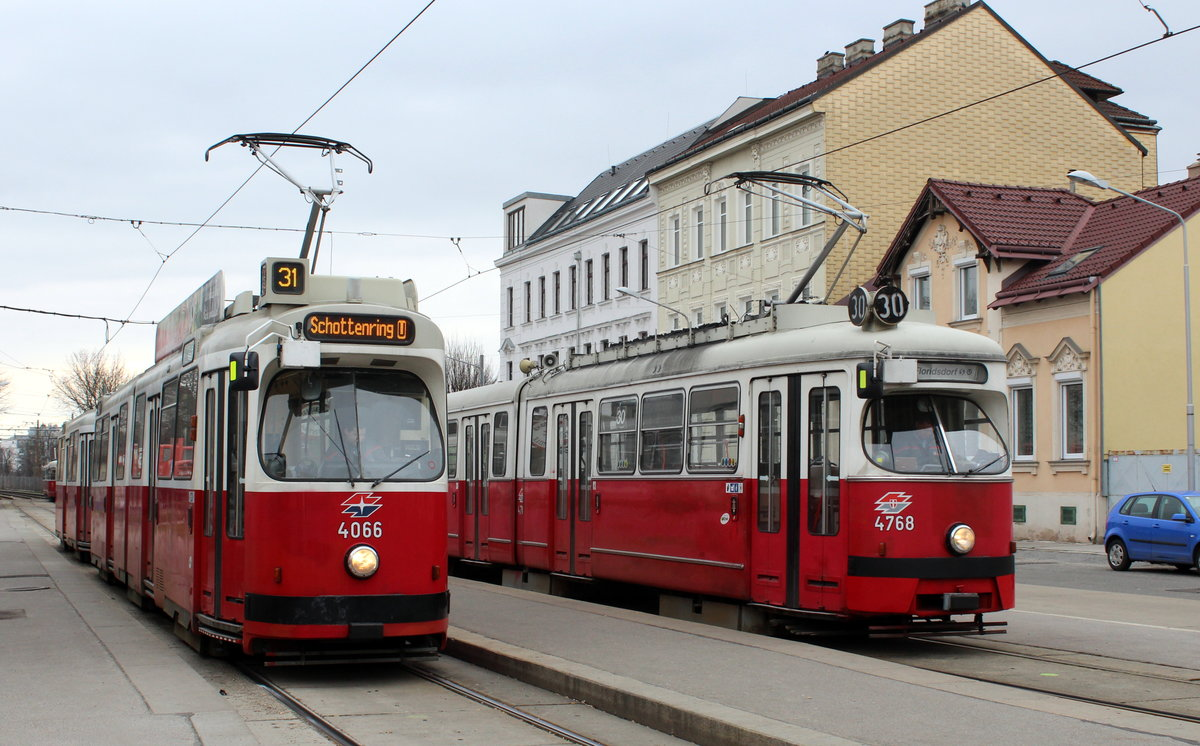
E1形（右）と並ぶE2形（左） （2016年撮影）
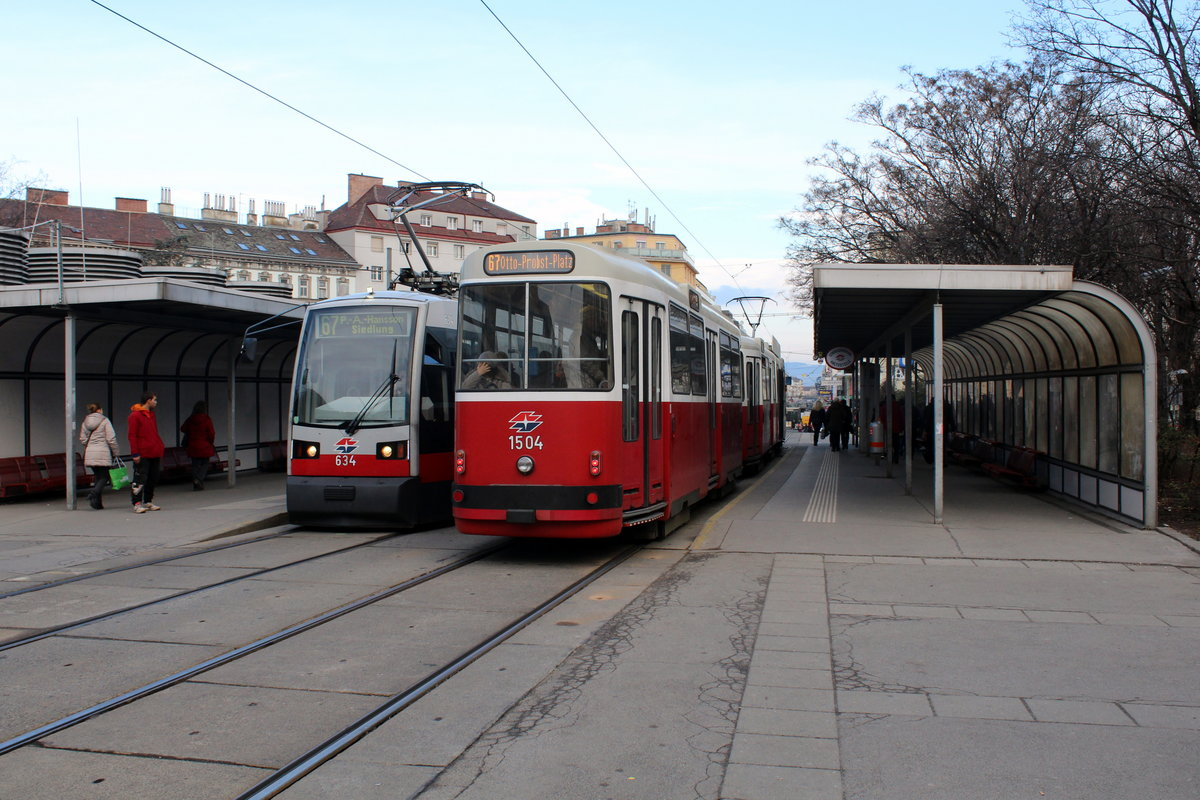
超低床電車のB形と並ぶc5形 （2016年撮影）